# Michal Herzog
Michal Herzog (en hebreo: מיכל הרצוג‎; Ein Harod, 15 de mayo de 1961) es una abogada israelí. Está casada con Isaac Herzog, desde 2021 presidente de Israel, ocupando la posición protocolaria que entraña dicha posición.

## Vida personal
Michal Afek nació en el kibutz Ein Harod. Sus padres eran Zvia (née Brin), una maestra de Afula, y Shaul Afek, miembro del Palmaj y coronel de las Fuerzas de Defensa de Israel. Michal Afek creció en Tel Aviv y en el barrio de Neve Rom en Ramat Hasharon. Su prima paterna es la anterior abogada general militar, aluf (general) Sharon Afek. Durante su tiempo en las FDI, Afek sirvió en el Cuerpo de Inteligencia, donde conoció a su futuro esposo, Isaac Herzog, y se casaron en agosto de 1985. Tienen tres hijos y viven en el barrio Tzahala de Tel Aviv.

## Carrera profesional
En 1986, Michal Herzog se graduó de la facultad de derecho de la Universidad de Tel Aviv y en 1988 recibió una licencia del Colegio de Abogados de Israel Fue contratada por el bufete de abogados de Uri Sionim, y ha representado, entre otros, a Ronnie "Ofnobank" Leibowitz; al jefe de la rama de seguridad de Shin Bet, Dror Yitzhaki, ante la Comisión Shamgar establecida después del asesinato de Yitzhak Rabin; y al Bank Leumi en 1993 tras la crisis de las acciones bancarias de Israel de 1983.
Herzog ha sido miembro de la junta directiva de Ma'aleh, una organización que trabaja para promover temas de responsabilidad corporativa y para el desarrollo de estándares de gestión responsable en Israel. Se desempeñó como directora de Polar Investments y directora externa de Friedenson Logistics Services.
En 2021, su esposo fue elegido presidente de Israel, convirtiéndola en la primera dama de Israel.